# ТЭС Скавина
ТЭС Скавина — угольная тепловая электростанция в одноимённом городе на юге Польши.

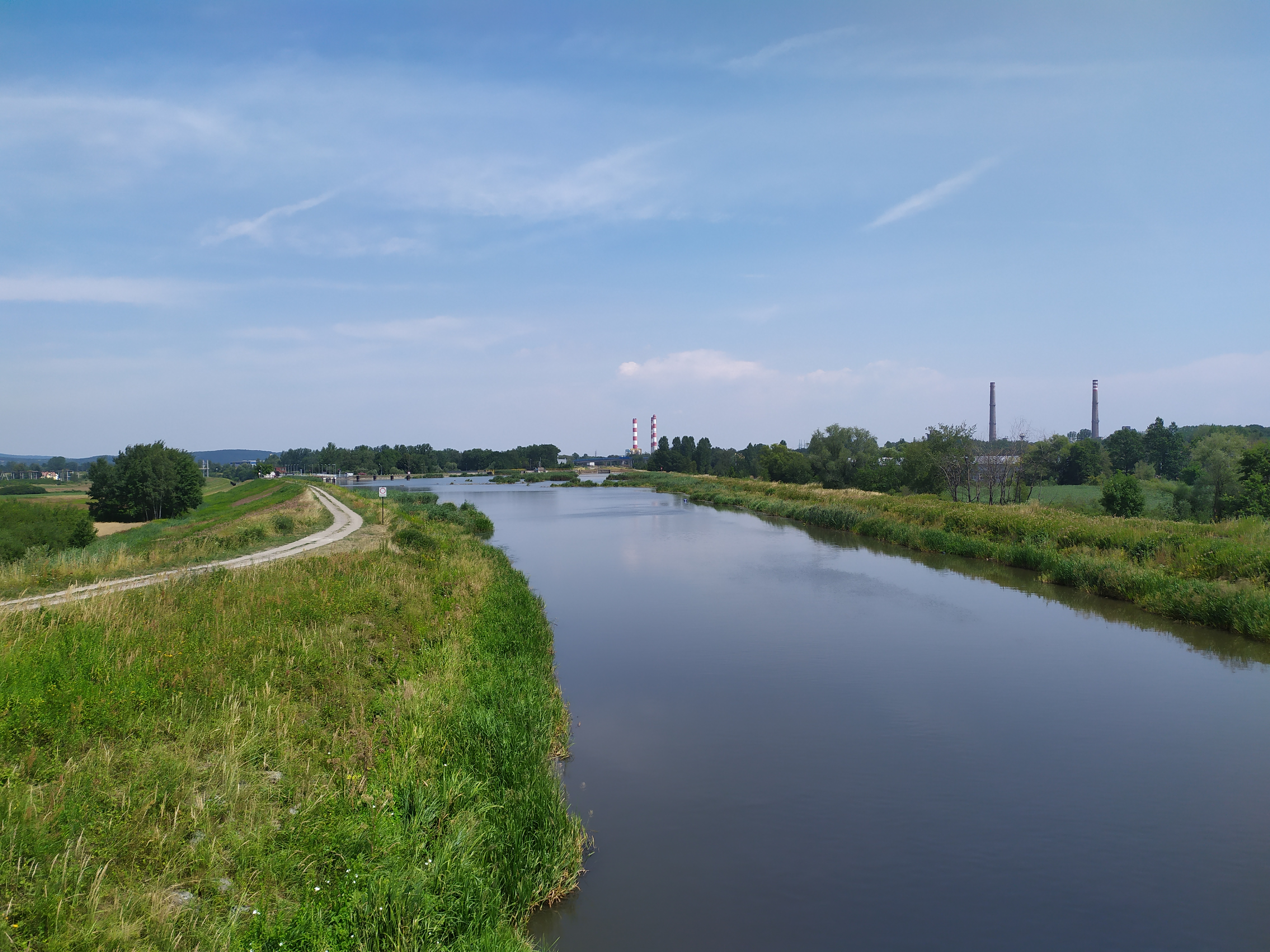
Канал Łączański, по которому подают воду для охлаждения станции (вдали видны её дымовые трубы)

На момент строительства станция предназначалась для энергоснабжения металлургического завода Huta Aluminium. В 1957 году на её площадке были введены в эксплуатацию первые два энергоблока мощностью по 50 МВт, оснащённые паровыми котлами Pk-10p советского производства.
К 1961 году ТЭС была дополнена ещё пятью блоками, большинство из которых имели мощность по 100 МВт, за исключением блока № 7 с показателем 50 МВт. При этом в центральной котельной установили 9 котлов производства компании Rafako из Рацибужа — 5 типа ОР-230 и 4 типа ОР-210.
С 1970-х годов станция начала подавать тепловую энергию для города Скавина, а с 1986 года её подключили к системе теплоснабжения Кракова. В период с 1993 по 1996 годы Ленинградский механический завод модернизировал турбины 3, 4, 5 и 6 в теплофикационные типа WК-100-6M мощностью по 110 МВт. В результате общая электрическая мощность станции достигла 590 МВт при тепловой мощности 618 МВт.
В 2005 году вывели из эксплуатации блоки 1 и 2, что снизило электрическую и тепловую мощность ТЭС до 490 МВт и 588 МВт соответственно. По состоянию на вторую половину 2010-х годов в работе оставались только блоки 3, 5 и 6, что обеспечивало электрическую мощность на уровне 330 МВт при тепловой мощности 438 МВт.
Вода для охлаждения поступает из Вислы через построенный в рамках проекта ТЭС канал Łączański длиной 15,7 км. Отработанная вода сбрасывается в правый приток Вислы — реку Скавина через малую ГЭС Скавина.
Для отвода продуктов сгорания сооружены две дымовые трубы высотой по 125 метров. Кроме того, после ввода в эксплуатацию установки десульфуризации газов к ним добавили третью трубу аналогичной высоты.
Выдача электроэнергии осуществляется по ЛЭП, рассчитанным на напряжение 220 кВ и 110 кВ.